# Smetana (produit laitier)
Pour l’article homonyme, voir Bedřich Smetana.

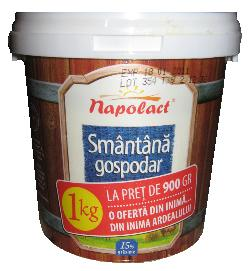
Smântână de la marque Napolact.

La smetana (en russe : сметана, en polonais : śmietana kwaśna ou en roumain : smântână) est un produit laitier similaire à la crème fraîche épaisse. La smetana est utilisée en Europe centrale et en Europe de l'Est. Elle s'apparente à la crème fraîche (à 28 % de matières grasses), mais contient en général 36 à 42 % de matières grasses tirées du lait. Elle est obtenue à partir de lait de vache mais aussi, en Roumanie, de bufflonne.
Dans les Balkans occidentaux, notamment en Bosnie-Herzégovine et Serbie, cette crème est appelée pavlaka.
Sa méthode d'obtention est manuelle ou mécanique. En plaçant le récipient contenant le lait dans un endroit frais et sec pendant plusieurs jours, la matière grasse du lait s'élève et on peut alors l'écumer sur la surface. Cette durée est réduite par des procédés industriels utilisant des centrifugeuses appelées écrémeuses.
La crème fermentée donne une crème fraîche.

## Consommation

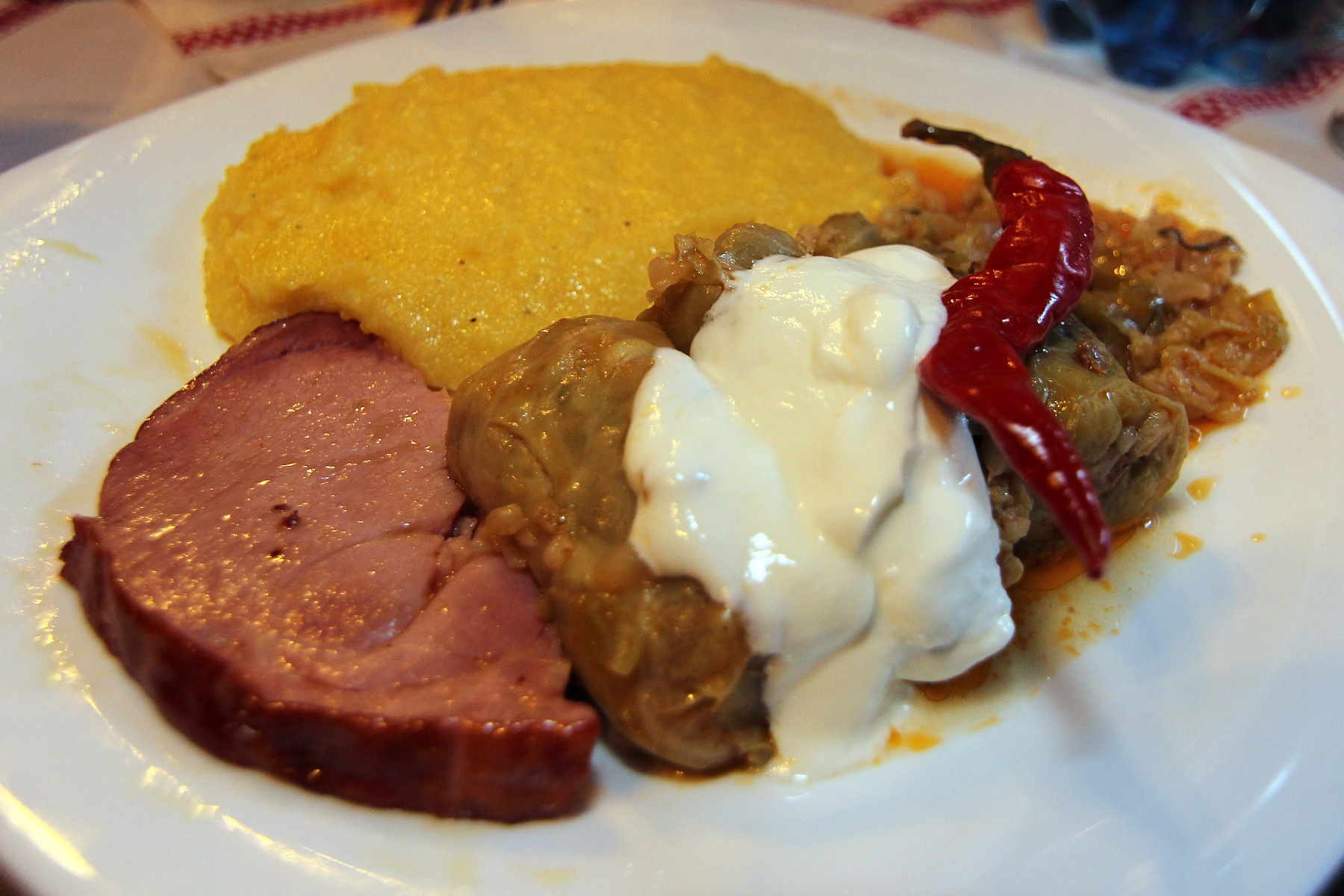
Sarmale avec de la smântână accompagné de mămăligă, slănina et piments rouges.

Elle ne fait pas de grumeaux lorsqu'on la fait cuire ou qu'on l'ajoute à des plats chauds. Son usage pour la cuisine est différent de celui de la crème fraîche. La smetana est par exemple utilisée pour le smetannik, sorte de gâteau incorporant de la crème fraîche.
La smântână est utilisée soit en tant que telle ou comme additif dans les soupes, les sarmale, la mămăligă, les gâteaux, pour apporter un goût très apprécié.